# Parocnophila carinata
Parocnophila carinata är en insektsart som först beskrevs av Oliver Zompro 1998.  Parocnophila carinata ingår i släktet Parocnophila och familjen Diapheromeridae. Inga underarter finns listade i Catalogue of Life.